# Kenai Peninsula megye
Kenai Peninsula megye az Amerikai Egyesült Államok Alaszka államának egyik megyéje. Székhelye Soldotna, legnagyobb városa Kenai. Lakosainak száma 58 799 fő (2020. április 1.). Kenai Peninsula megye Matanuska-Susitna, Kodiak Island, Lake and Peninsula, Bethel Census Area, Anchorage és Chugach Census Area megyékkel határos.

## Népesség
A megye népességének változása:
| Lakosok száma | 55 582 | 56 405 | 56 884 | 57 147 | 58 059 | 58 799 |
|               | 2010   | 2011   | 2012   | 2013   | 2015   | 2020   |